# Выборы в Сенат Чехии (2022)
Выборы в Сенат Чехии 2022 года прошли 23 — 24 сентября 2022 года (1-й тур) и 30 — 1 октября 2022 года (2-й тур). В ходе выборов по мажоритарной избирательной системе в два тура было переизбрано 27 сенаторов из 81. Первый тур сенатских выборов прошёл одновременно с муниципальными выборами. На выборах победила коалиция «SPOLU», больше всего сенаторов получила партия ODS.

## Избирательные округа
Выборы проходили в 27 избирательных округах по всей стране. Поскольку сенат обновляется лишь на треть, две трети населения Чехии не участвуют в выборах сенаторов.
Выборы проходили в избирательных округах: 1 — Карловы-Вары • 4 — Мост • 7 — Плзень-город • 10 — Чески-Крумлов • 13 — Табор • 16 — Бероун • 19 — Прага 11 • 22 — Прага 10 • 25 — Прага 6 • 28 — Мельник • 31 — Усти-над-Лабем • 34 — Либерец • 37 — Йичин • 40 — Кутна-Гора • 43 — Пардубице • 46 — Усти-над-Орлици • 49 — Бланско • 52 — Йиглава • 55 — Брно-город • 58 — Брно-город • 61 — Оломоуц • 64 — Брунталь • 67 — Нови-Йичин • 70 — Острава-город • 73 — Фридек-Мистек • 76 — Кромержиж • 79 — Годонин

## Разделение округов перед выборами
| Партия | Партия                | Лидер                    | Мандаты |
| ------ | --------------------- | ------------------------ | ------- |
|        | KDU-ČSL               | Мариан Юречка            | 7 из 27 |
|        | ODS                   | Петр Фиала               | 3 из 27 |
|        | ANO 2011              | Андрей Бабиш             | 3 из 27 |
|        | STAN                  | Вит Ракушан              | 2 из 27 |
|        | ČSSD                  | Михал Шмарда             | 2 из 27 |
|        | TOP 09                | Маркета Пекарова Адамова | 2 из 27 |
|        | S.cz                  |                          | 1 из 27 |
|        | Zelení                | Михал Берг               | 1 из 27 |
|        | SLK                   | Мартин Пута              | 1 из 27 |
|        | Независимые кандидаты |                          | 5 из 27 |

## Разделение округов после выборов
|        |                       |                          |         |
| Партия | Партия                | Лидер                    | Мандаты |
|        | ODS                   | Петр Фиала               | 8 из 27 |
|        | KDU-ČSL               | Мариан Юречка            | 7 из 27 |
|        | Независимые кандидаты |                          | 4 из 27 |
|        | TOP 09                | Маркета Пекарова Адамова | 3 из 27 |
|        | ANO 2011              | Андрей Бабиш             | 3 из 27 |
|        | Сенатор 21            | Вацлав Ласка             | 1 из 27 |
|        | SLK                   | Мартин Пута              | 1 из 27 |